# Chef suédois
Le chef suédois (Swedish Chef) est un personnage emblématique de la série télévisée Le Muppet Show.
Cette marionnette (muppet) apparaît comme un joyeux luron très maladroit et parle un pseudo-suédois intercalant des mots ou des sons anglais.  En réalité, tout est non-sens et son expression favorite est « börk, börk, börk ».
Une séquence typique débute par le générique de la séquence : on y voit le chef fredonner la mélodie en agitant des ustensiles de cuisine, puis il jette ceux-ci derrière lui, parfois dans un vacarme assourdissant.  Il décrit ensuite, dans son sabir incompréhensible, la recette qu’il compte préparer et s’aide au besoin d’accessoires de cuisine non conventionnels (armes à feu, accessoires de sport, outils de bricolage, etc.).  Dans la quasi-totalité des épisodes, les aliments qu’il compte employer, très souvent des animaux vivants, se révoltent contre lui et parviennent à le neutraliser et à s’échapper.
Certains gags sont fondés sur des jeux de mots.  Ainsi, dans un des épisodes, le chef annonce qu’il prépare de la mousse au chocolat (chocolate mousse en anglais) et étale du chocolat sur le visage d’un élan (moose en anglais).

## Inspiration supposée
Une légende a circulé selon laquelle les prestations télévisuelles désastreuses de Lars « Kuprik » Bäckman dans l’émission Good Morning America seraient à l’origine du personnage.  En effet, ce véritable cuisinier suédois avait tellement le trac qu'il bafouillait et sortait des paroles incompréhensibles et des sons bizarres.  Jerry Juhl, créateur des personnages et de la plupart des gags de l’émission, a démenti cette légende.

## Anecdote
Le pseudo-langage « börk börk börk » a été développé par des fans de la série, et a notamment été l'objet, avec d'autres langages fantaisistes (ex. : le klingon), d'une présentation pour l'interface de Google.